# Ulrich Schulz (Fußballspieler)
Ulrich Schulz (* 11. November 1946; † 26. November 2019) war ein deutscher Fußballspieler und -trainer. Er bestritt 32 Zweitliga- (5 Tore) und 182 Regionalliga-Spiele (71 Tore).

## Leben
Schulz wechselte 1968 vom TSV Plön zu Holstein Kiel. Für die Mannschaft aus der Landeshauptstadt Schleswig-Holsteins bestritt er bis 1971 insgesamt 85 Punktspiele und erzielte 34 Tore. Mit 21 Treffern war der Stürmer in der Saison 1970/71 Torschützenkönig der Regionalliga Nord, damals die zweithöchste Spielklasse des Landes.
1971 wechselte Schulz zum FC St. Pauli, nachdem Holstein Kiel zuvor ein Angebot des Hamburger SV abgelehnt hatte, der im April 1971 eine Ablöse von 45 000 D-Mark für Schulz bot. Bei St. Pauli kam er nicht so gut zurecht wie zuvor in Kiel und schaffte nicht den Sprung zum Stammspieler. Er spielte mit St. Pauli erst in der Regionalliga und gehörte in der Saison 1974/75 in der neugegründeten 2. Fußball-Bundesliga zunächst ebenfalls zum Aufgebot. Er kam in sieben Zweitligaspielen für den FC St. Pauli zum Einsatz, bat dann um die Auflösung des Vertrages und wechselte Ende Oktober 1974 innerhalb der 2. Bundesliga zum Stadtrivalen HSV Barmbek-Uhlenhorst. Bis zum Ende der Spielzeit 1974/75 stand Schulz für Barmbek-Uhlenhorst in 25 Zweitligapartien auf dem Platz und erzielte fünf Tore, verpasste mit der Mannschaft jedoch den Klassenverbleib. In den folgenden Jahren spielte der beruflich als Fernsehtechniker tätige Schulz mit den Hamburgern in der Oberliga. Noch am letzten Spieltag der Saison 1979/80 trat Schulz die Nachfolge von Trainer Bernd Brehme an und übernahm bei Barmbek-Uhlenhorst das Amt des Spielertrainers, ehe er sich ganz auf die Trainertätigkeit verlegte. 1981 stieg er mit der Mannschaft aus der Oberliga und 1982 aus der Verbandsliga ab. Er war bis Mitte März 1983 Trainer von Barmbek-Uhlenhorst. Später trainierte Schulz, der im September 1983 den A-Trainerschein erwarb, ebenfalls im Amateurbereich die Vereine SC Concordia (Mitte April 1983 bis Ende März 1985), SV Lurup (Juli 1985 bis April 1986), Weiß-Blau 63 (1987 bis 1996), VfL 93 (1996 bis 1998), SC Vorwärts/Wacker Billstedt (März 1999 bis 2002), Eintracht Norderstedt (2003 bis April 2006) und Hamm United (2006 bis 2016 und Oktober 2016 bis März 2017). Letztere Mannschaft stieg in Schulz’ zehnjähriger Amtszeit von der Kreisklasse bis in die Landesliga auf.